# Tour de la Cité de l'énergie de Shawinigan
La tour de la Cité de l'énergie, ou tour d'observation Hydro-Québec, est une tour d'observation située dans la Cité de l'énergie à Shawinigan au Québec (Canada). D'une hauteur de 115 mètres (377 pieds) équivalente à 38 étages, elle comprend un centre des sciences. Elle propose un spectacle multimédia ainsi qu'une exposition interactive permanente.

## Architecture
Le pylône en treillis est constitué d'un pylône électrique démantelé servant à la traversée temporaire d'une ligne électrique du fleuve Saint-Laurent entre Grondines et Lotbinière, lors de la construction du tunnel servant à transporter ultimement la ligne de transmission Québec - Nouvelle-Angleterre.